# 콜린 행크스
콜린 행크스(Colin Hanks, 1977년 11월 24일 ~ )는 미국의 배우이다.

## 출연 작품
- 겟 오버 잇
- 쥬만지: 넥스트 레벨 - 알렉스 역